# Torenmolen van Kempen

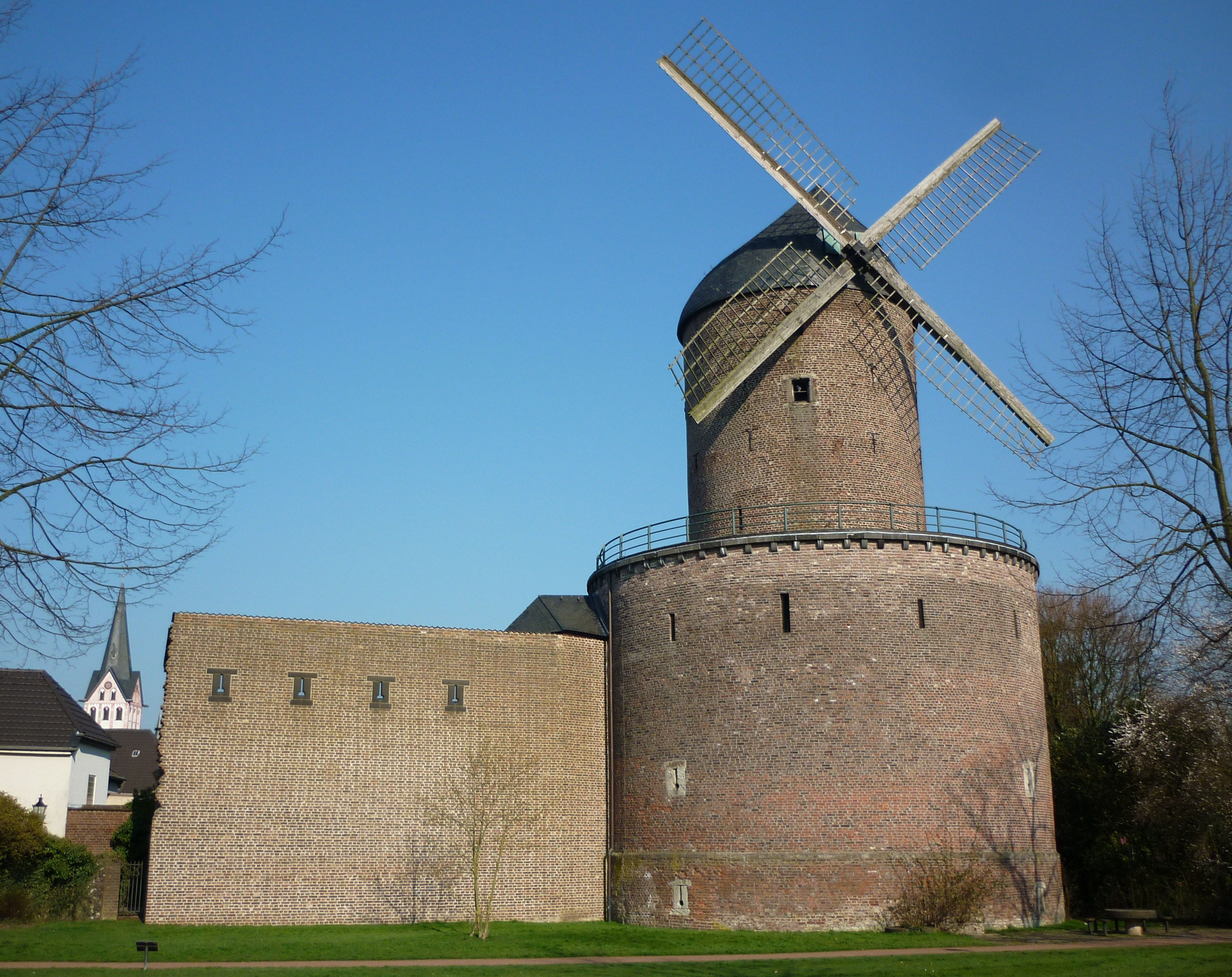
Torenmolen

De Torenmolen van Kempen (Turmmühle) is een bakstenen windmolen van het type torenmolen in de Duitse stad Kempen, gebouwd op een bastion van de stadsmuur.

## Geschiedenis
De eerste molen werd gebouwd in 1481 en had een strategische functie. Hij moest zorgen voor de productie van meel in geval van een belegering. De (cilindrische) toren had een diameter van 8,7 meter. De molen lag aan de zuidwestkant van de stadsmuur, om verzekerd te zijn van zo gunstig mogelijke wind. Hiernaast beschikte de stad sedert de 14e eeuw over een tweetal rosmolens.
Kempen werd in 1642 belegerd door een Frans-Hessisch leger, waarbij een bres in de muur werd geslagen en de stad door de Hessen werd ingenomen.
In 1659 werd de Torenmolen weer opgebouwd, maar in 1911 werd hij door brand verwoest en in 1926 stortte hij in na een aardbeving. Vervolgens werd de molen gerestaureerd en sinds 1966 heeft hij ook weer een wiekenkruis. Dit heeft echter geen aandrijvende functie aangezien het maalwerk niet meer in de molen aanwezig is. In 2017 werd het wiekenkruis vernield tijdens een storm en in 2019 wordt een nieuw wiekenkruis aangebracht.